# 73식 경기관총

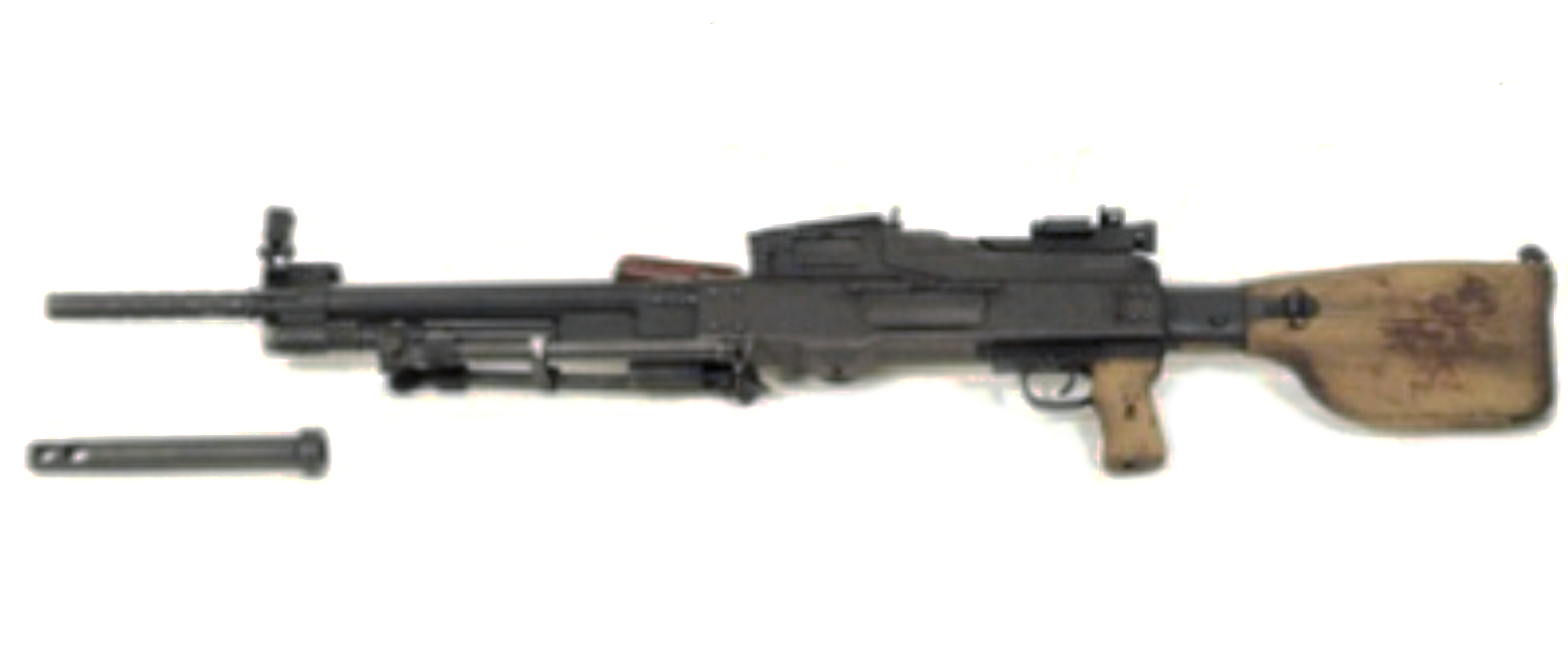
73식 경기관총

73식 경기관총은 조선민주주의인민공화국이 1973년에 채택한 탄띠 및 탄창 겸용 분대지원화기이다. 그러나, 다른 나라의 분대지원화기와 달리 73식 경기관총은 북조선군 보병의 제식 소총인 58식/68식 보총(AK-47의 개량형)의 탄창과는 호환이 안되며, 탄약도 호환이 안 된다.
73식 경기관총은 구소련제 PK 기관총과 체코제 ZB26 경기관총이나 역시 체코제 Vz52로부터 영향을 받은 것으로 보인다. 참고로 체코제 Vz52는 탄띠 및 탄창 겸용 기관총의 효시격인 기관총으로 현재도 체코군에서 쓰이고 있다. 보통 탄창 및 탄띠 겸용 기관총은 탄창을 제식 소총의 탄창을 그대로 꽂을 수 있도록 개발된다. Vz52나 M249 미니미, 대한민국 육군의 K3 경기관총이 그러한 예지만, 73식 경기관총은 ZB26처럼 기관총용 탄창이 별도로 존재한다.
AK-47 소총과 PK 기관총에 쓰이는 탄약의 구경은 같지만, 길이가 다르다. PK용 탄약이 AK-47 용 탄약보다 15mm 정도 더 긴 7.62 x 54 mm R이다. 73식 경기관총이 (현재까지 알려진 바에 따르면) PK 기관총용 탄을 사용하므로, 이 기관총에 쓰이는 탄창은 AK-47 소총에 사용할 수 없고, 그 반대 역시 사용할 수 없는 것이다.
이러한 점에 불만이 있었던 지 북한은 1982년에 82식 경기관총을 채택하게 된다. 82식 경기관총은 탄창을 없애고 탄띠 급탄 방식만 사용한 전형적인 기관총이다. 현재 북한 이외에 82식 경기관총을 갖고 있는 유일한 나라는 일본으로서, 지난 2002년에 일본 영해에서 격침된 북한 특수정에서 건져 올린 1정이 유일하다.

## 같이 보기
- PK 기관총
- 82식 경기관총